# Dana Elcar
Ibson Dana Elcar (Ferndale, Míchigan, 10 de octubre de 1927 - Ventura, California, 6 de junio de 2005), fue un actor de cine y televisión estadounidense.
Participó en más de 40 películas. Su personaje más destacado fue el de Peter Thornton, el director de la Fundación Phoenix en la serie de televisión MacGyver (1985-91). En el cine fue famosa su actuación como supuesto policía del FBI en la galardonada El golpe, junto a Robert Redford y Paul Newman. En 1991 perdió la vista como consecuencia de un glaucoma grave.
Falleció el 6 de junio de 2005 en el Community Memorial Hospital de Ventura, California, a raíz de una neumonía.

## Biografía
Elcar nació en Ferndale, Michigan, hijo de Hedwig (llamada Anderberg) y James Aage Elcar, un carpintero y carnicero.
Fue alumno de la Universidad de Michigan, en la cual fue miembro de la fraternidad Alfa Tau Omega.
A la edad de 18, Elcar se enlisto y sirvió en un recorrido de servicio en la United States Navy al final de la Segunda Guerra Mundial.
Se mudó a Nueva York en los 1950s para hacerse un profesional dramático. Fue un estudiante del entrenador de actuación legendario Sanford Meisner. Mantuvo esta educación de soporte cuando en 1986, junto a su compañero actor de carácter William Lucking, formó el Santa Paula Theater Center. Elcar se estableció como director artístico por seis años.
Elcar se casó con Katherine Frances Mead en 1948 y se divorció de ella en 1950.  Se casó con Peggy Romano en 1954 y divorció en 1970. Elcar tiene 4 hijos: Marin Elcar, Nora Elcar Verdon, Dane Elcar y Chandra Elcar. Comenzó a perder su vista en el set de MacGyver por glaucoma, aunque continuo actuando. Su vieja socia fue Thelma García.
El 6 de junio del 2005, Elcar murió en el Community Memorial Hospital de Ventura, California por neumonía a la edad de 77 años.

## Filmografía

### Películas
| Año  | Título                              | Personaje               | Notas |
| ---- | ----------------------------------- | ----------------------- | --- |
| 1964 | Fail Safe                           | Foster                  | |
| 1965 | The Fool Killer                     | Sr. Dodd                | |
| 1968 | A Lovely Way to Die                 | Layton                  | |
| 1968 | The Boston Strangler                | Luis Schubert           | |
| 1969 | Pendulum                            | Det. J.J."Red" Thornton | |
| 1969 | The Maltese Bippy                   | Sgt. Kelvaney           | |
| 1969 | The Learning Tree                   | Kirky                   | |
| 1970 | Zig Zag                             | Harold Tracey           | |
| 1970 | Soldier Blue                        | Capt. Battles           | |
| 1970 | Adam at 6 A.M.                      | Van Treadly             | |
| 1971 | Mrs. Pollifax-Spy                   | Carstairs               | |
| 1971 | El gran duelo (A Gunfight)          | Marv Green              | |
| 1972 | The Great Northfield Minnesota Raid | Allen                   | |
| 1973 | The Sting                           | Agente del F.B.I. Polk  | Película de Caper film de septiembre de 1936, que trata de una trama complicada de dos estafadores profesionales, dirigida por George Roy Hill. |
| 1975 | Report to the Commissioner          | Chief Perna             | |
| 1975 | W.C. Fields and Me                  | Agente Dockstedter      | Película biográfica americana dirigida por Arthur Hiller y guion por Bob Merrill. Basada en un recuerdo de Carlotta Monti, amante del legendario actor W.C. Fields por los últimos 14 años de su vida. |
| 1975 | Baby Blue Marine                    | Sheriff Wenzel          | |
| 1975 | St. Ives                            | Ten. Charles Blunt      | |
| 1979 | The Camp                            | Hoffmaster              | |
| 1979 | Good Luck, Miss Wyckoff             | Havermeyer              | |
| 1979 | The Nude Bomb                       | Chief                   | |
| 1979 | The Last Flight of Noah's Ark       | Benchley                | |
| 1981 | Buddy Buddy                         | Capt. Hubris            | |
| 1981 | Condorman                           | Russ                    | Película de aventura comedia de superhéroes dirigida por Charles Jarrott, producida por Walt Disney Productions. Inspirada por The Game of X de Robert Sheckley, la película sigue los intentos del ilustrador de historietas Woodrow Wilkins de asistir en la deserción de una agente de la KGB soviética. |
| 1982 | Breach of Contract                  |                         | |
| 1983 | Blue Skies Again                    | Lou                     | |
| 1984 | Jungle Warriors                     | D'Antoni                | |
| 1984 | All of Me                           | Burton Schuyler         | Película de fantasía comedia dirigida por Carl Reiner. |
| 1984 | 2010                                | Dimitri Moisevitch      | |
| 1986 | Inside Out                          | Leo Gross               | Película de drama dirigida por Robert Taicher. |

### Televisión
| Año       | Título                       | Personaje                             | Notas |
| --------- | ---------------------------- | ------------------------------------- | --- |
| 1954      | A Time to Live               | Dr. Clay                              | Papel contratado |
| 1956      | The Big Story                | Oscar                                 | Episodio: "Zeke Scher and George MacWilliams of the Denver Post" (T 8:Ep 11)                                                                |
| 1957      | The Big Story                | Bernie                                | Episodio: "Charley Wigle of the Denver Post aka Young Lovers" (T 8:Ep 26)                                                                   |
| 1957      | The Big Story                | Cashmore                              | Episodio: "Malcolm Glover of the San Francisco Examiner aka Car 83" (T 8:Ep 36)                                                             |
| 1958      | The Big Story                | Ten. Alameda                          | Episodio: "Until Proven Guilty" |
| 1959      | Brenner                      | Bartender                             | Episodio: "False Witness" (T 1:Ep 1) |
| 1959      | The Play of the Week         | Friend Ed                             | Episodio: "Burning Bright" (T 1:Ep 3) |
| 1960      | Sunday Showcase              | Newspaperman                          | Episodios: "The Sacco-Vanzetti Story (pt1)" (T 1:Ep 29) "The Sacco-Vanzetti Story (pt 2)" (T 1: Ep 30)                                      |
| 1960      | Omnibus                      | Invitado                              | Episodio: "He Shall Have Power" (T 8:Ep 1)                                                                                                  |
| 1961      | Armstrong Circle Theatre     | Invitado                              | Episodio: "The Medicine Man" (T 12:Ep 7) |
| 1962      | The DuPont Show of the Week  | Dennis Wilcox                         | Episodio: "Big Deal in Laredo" (T 2:Ep 4)                                                                                                   |
| 1962      | Guiding Light                | District Attorney Andrew Murray       | Recurrente |
| 1963      | Naked City                   | Al Boris                              | Episodio: "Man Without a Skin" (T 4:Ep 20)                                                                                                  |
| 1963      | The Armstrong Circle Theatre | Carl Rogers                           | Episodio: "The Embezzler" (T 14:Ep 15) |
| 1963      | Hallmark Hall of Fame        | Jacob                                 | Episodio: "The Patriots" (T 13:Ep 2) |
| 1966-1967 | Dark Shadows                 | Sheriff George Paterson               | |
| 1967      | The Borgia Stick             | Craigmeyer                            | Hecho para película de televisión |
| 1968      | The Name of the Game         | Hood                                  | Episodio: 1x02 "Witness" |
| 1969      | Get Smart                    | Kruger                                | Episodio: "And Baby Makes Four: Parte 2" |
| 1970      | Mission:Impossible           | C.W. Cameron                          | Episodio: "Flip Side" |
| 1972-1975 | Cannon                       | Ten. Sam Levaca, Walter Ryan, John 41 | 1x25 Cain's Mark, 2x07 A Long Way Down, 5x13/14 The Star                                                                                    |
| 1973      | Columbo                      | Falcon                                | |
| 1973      | The Partridge Family         | Sr. Felcher                           | Episodio: "Trial of the Partridge One" (Temporada 3, Episodio 16)                                                                           |
| 1976      | Law of the Land              | Rev. Sr. Endicott                     | Película de televisión |
| 1976      | Baa Baa Black Sheep          | Cnel. Thomas A. Lard                  | Actor: 36 episodios Director: 4 episodios                                                                                                   |
| 1978      | The Incredible Hulk          | Sheriff Harris                        | Episodio: "Escape from Los Santos" (T 2:Ep 10)                                                                                              |
| 1979      | Centennial (miniserie)       | Juez Hart                             | Episodio: "The Winds of Death" (Ep 11) |
| 1980      | Galactica 1980               | Sr. Steadman                          | Episodio: "Space Croppers" (T 1:Ep 9) |
| 1983      | Trapper John, M.D.           | Jared Vennemar                        | Episodio: "Pasts Imperfect" (T 4:Ep 18) |
| 1983      | Knight Rider                 | Strock                                | Episodio 26: "Merchants of Death" |
| 1984      | The A-Team                   | George Olsen                          | Episodio: "Double Heat" (T 3:Ep 6) |
| 1985      | Scarecrow and Mrs. King      | Mitch Larner                          | Episodio: "Spiderweb" (T 2:Ep 13) |
| 1985      | Hill Street Blues            | Ten. Mel Taber                        | Episodio: "Washington Deceased" (T 5:Ep 16)                                                                                                 |
| 1985      | Riptide                      | Harry Silverman                       | Episodio: "Arivederci, Baby" (T 2:Ep 21) |
| 1985      | The A-Team                   | Judge Leonard Mordente                | Episodios: "Judgement Day: Parte 1" (T 4:Ep 1) "Judgement Day: Parte 2" (T 4:Ep 2)                                                          |
| 1985      | There Were Times, Dear       | Don Mason                             | Hecho para película de televisión, dirigido por Nancy Malone                                                                                |
| 1985      | Toughlove                    | Max Wiley                             | Hecho para película de televisión, dirigido por Glenn Jordan                                                                                |
| 1985-1992 | MacGyver                     | Pete Thornton                         | Apareció en 85 episodios (pero acreditado un poco más de 40 episodios; también apareció en el piloto de 1985 como el personaje Andy Colson) |
| 1986      | Murder in Three Acts         | Dr. Strange                           | Hecho para película de televisión del libro de Agatha Christie: Three Act Tragedy y dirigido por Gary Nelson                                |
| 1987      | Matlock                      | Arthur Hughes                         | Episodio: "The Court-Martial: Parte 1" (T 1:Ep 18)                                                                                          |
| 1993      | For their Own Good           | Papa de Sally                         | Hecho para película de televisión dirigido y coescrito por Ed Kaplan. No fue acreditado                                                     |
|           | Law & Order                  | Robert Cook                           | Episodio: "Virus" |
| 1995      | The Magic School Bus         | Mr. Terese                            | Episodio: "Going Batty" (T 2:Ep 4) |
| 2002      | ER                           | Manny Kendovich                       | Episodio: "Damage Is Done" (T 8:Ep 13) (Aparición final)                                                                                    |